# 出雲徳洲会病院
出雲徳洲会病院（いずもとくしゅうかいびょういん）は、 医療法人徳洲会が島根県出雲市に設置する病院である。

## 沿革
2006年4月1日に徳州会グループ62番目の病院として島根県簸川郡斐川町(現出雲市)に開業した。当初は一般2病棟だったが、2008年に療養病棟を開き、2011年から訪問看護を開始した。3階は一般病棟、4階は療養病棟、5階は介護老人保健施設出雲徳洲苑（2012年80床に増床）と、急性期から療養、老人保健施設、在宅医療まで、医療と介護が一体となった地域密着型を目指している 。

## 診療科
- 内科
- 外科
- 整形外科
- 脳神経外科
- 婦人科
- 麻酔科
- 循環器科
- 放射線科
- リハビリテーション科
- 心臓血管外科
- 呼吸器内科
- 皮膚科
- 神経内科
- 泌尿器科
- 消化器外科
- 形成外科
- 精神科
- 消化器内科
- 病理診断科
- 内視鏡内科
- 人工透析科
- 総合診療科
- 呼吸器外科

## 医療機関の指定・認定
（下表の出典）
| 保険医療機関                                   | 労災保険指定医療機関         | 指定自立支援医療機関（更生医療）       |
| 身体障害者福祉法指定医の配置されている医療機関 | 生活保護法指定医療機関       | 結核指定医療機関                       |
| 特定疾患治療研究事業委託医療機関               | 指定小児慢性特定疾病医療機関 | 原子爆弾被害者一般疾病医療取扱医療機関 |
| DPC対象病院                                    |                              |                                        |

- 救急告示病院（二次救急）[4]
- このほか、各種法令による指定・認定病院であるとともに、各学会の認定施設でもある。

## アクセス
- 出雲空港より車で西へ10分
- JR山陰本線出雲市駅より車で東へ15分
- JR山陰本線直江駅より徒歩で南東へ20分 [5]